# Colona philippinensis
Colona philippinensis är en malvaväxtart som först beskrevs av António José Rodrigo Vidal, och fick sitt nu gällande namn av Karl Ewald Maximilian Burret. Colona philippinensis ingår i släktet Colona och familjen malvaväxter. Inga underarter finns listade i Catalogue of Life.